# Evangelische Kirche Trebesing

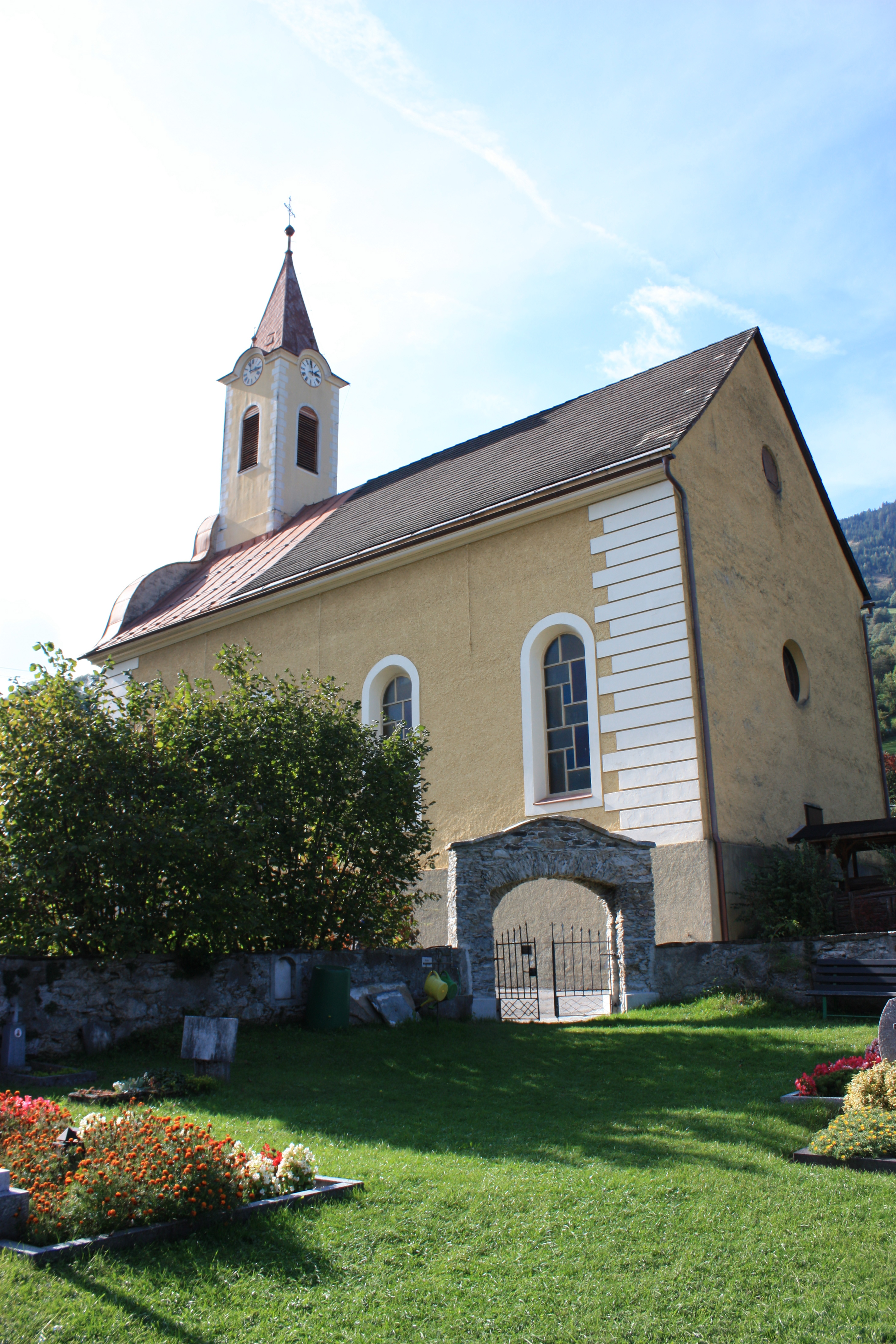
Trebesing, Evangelische Kirche

Die evangelische Kirche Trebesing ist eine evangelische Kirche in Trebesing, Kärnten. Zusammen mit den Kirchengemeinden Dornbach und Eisentratten gehört Trebesing dem Verband der Evangelischen Pfarrgemeinden im Lieser- und Maltatal in der Evangelischen Superintendentur A.B. Kärnten und Osttirol an. Das Kirchengebäude steht unter Denkmalschutz (Listeneintrag).

## Geschichte
Nach Erlass des josephinischen Toleranzpatents entstand 1782 in Trebesing eine evangelische Kirchengemeinde. 1785 erfolgte der Bau eines ersten Toleranzbethauses. 1839 siedelten sich in der Pfarrgemeinde Trebesing aus Tirol vertriebene Protestanten an. Zu den Pfarrern, die seit 1782 in Trebesing wirkten, gehörten u. a. Paul Rázga (* 1798, † 1849), Karl Bünker sen. (1876–1919), Reinhard Bünker sen. (1921–1961), Oskar Sakrausky (1961/62), Gerhard Glawischnig (1962–1972) und Otto Bünker (1974–1983).

## Architektur

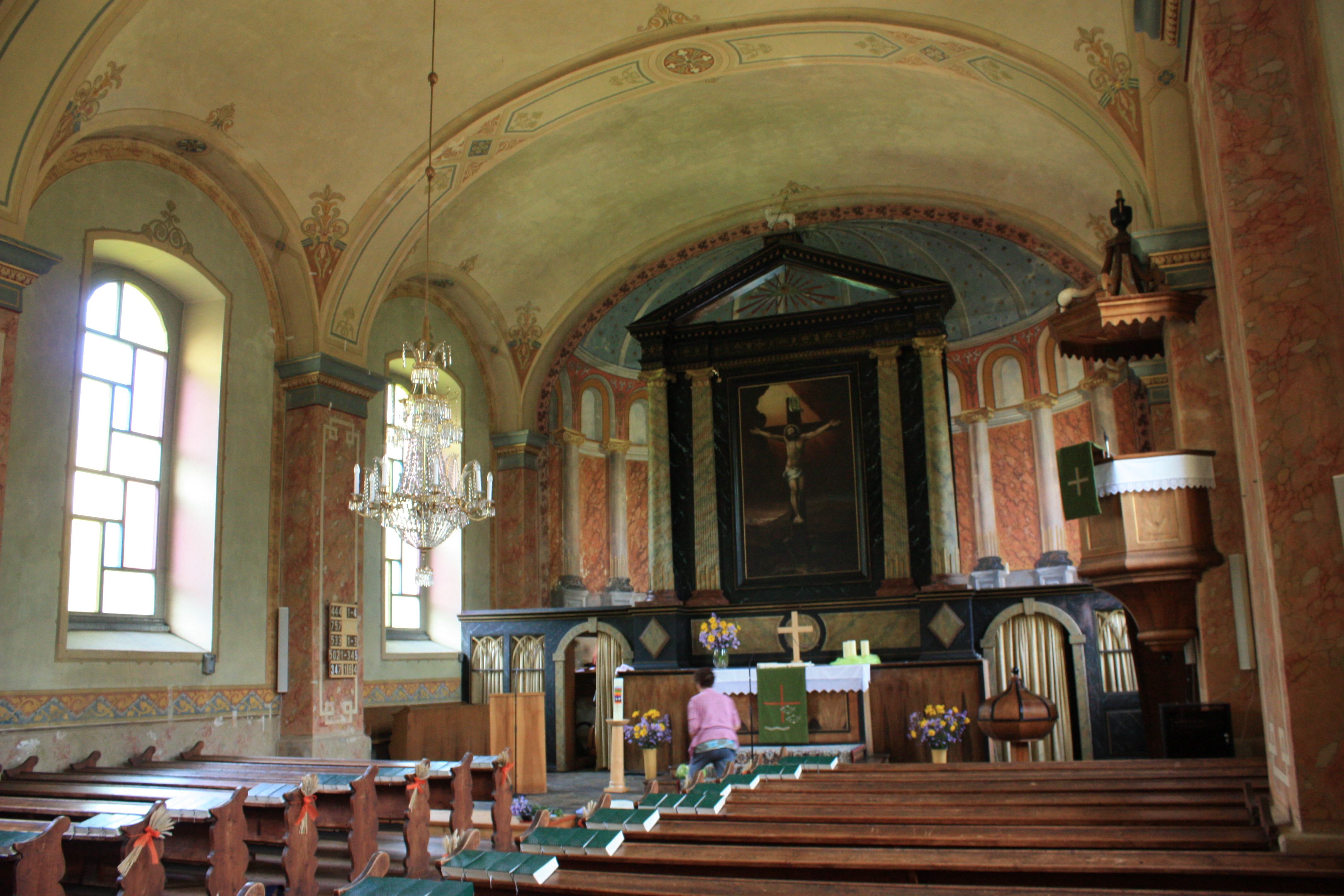
Innenansicht

Die evangelische Kirche von Trebesing wurde 1842 in nachbarocken-klassizistischen Formen als einfacher Saalbau mit geradem Schluss errichtet. Die Westfassade weist einen geschweiften Giebel und ein klassizistisches Portal auf. Der Giebeldachreiter wurde 1898 hinzugefügt. Im Inneren des vierjochigen Saallanghauses ruht ein Platzlgewölbe auf rötlich marmorierten Wandpfeilern und Gurtbögen. Eine Besonderheit der Kirche ist ihre Innenausmalung als eine illusionistische Säulenarkatur, die an der Schlusswand eine halbrunde Apsis mit rot marmorierter Wand, weißen Marmorsäulen und blauem, von Sternen besetztem Gewölbe vortäuscht. Die Musikempore, deren Mittelteil konvex vortritt, wird von zwei Säulen getragen.
Die Altarwand mit großer Ädikula über Doppelstützen zeigt im Mittelbild den Gekreuzigten und wird von einer Skulptur des Lamm Gottes bekrönt. Wie der Altar sind auch die Kanzel und das Taufbecken im spätklassizistischen Stil gefertigt.

## Orgel

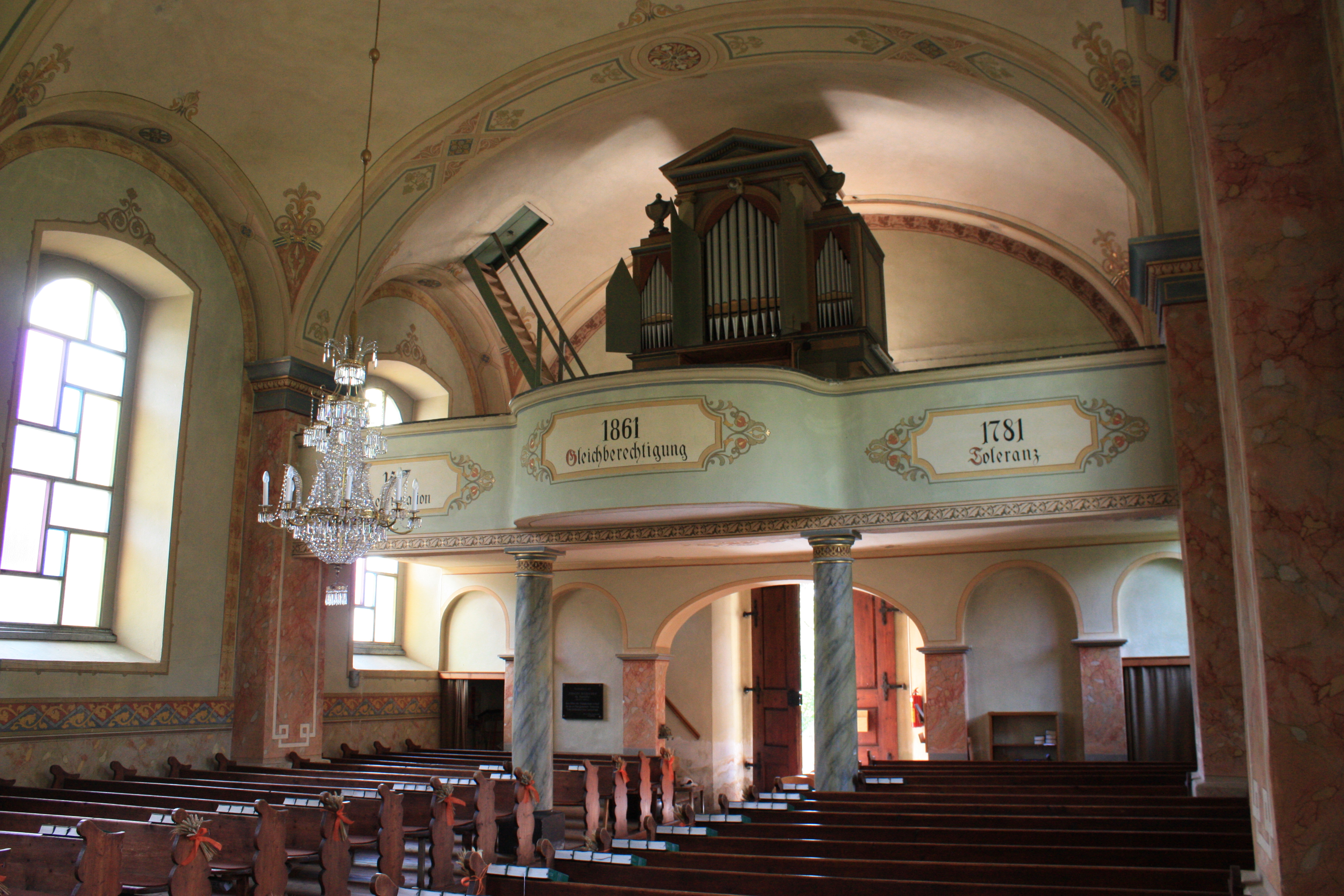
Orgelempore

Die Kirche erhielt 1845 in dreiteiligem klassizistischem Prospekt eine Schleifladen-Orgel aus der Werkstatt des Orgelbauers Bartlmä Hörbiger. Das Instrument weist die folgende Disposition auf:
| Manual C– |              |        |
| 1.        | Bourdon      | 16′    |
| 2.        | Principal    | 08′    |
| 3.        | Flöte        | 08′    |
| 4.        | Gamba        | 08′    |
| 5.        | Oktave       | 04′    |
| 6.        | Flauta Dolce | 04′    |
| 7.        | Quinte       | 02 ⁄3′ |
| 8.        | Oktave       | 02′    |
| 9.        | Mixtur II    | 01 ⁄3′ |

| Pedal C–d1 |           |     |
| 10.        | Subbass   | 16′ |
| 11.        | Oktavbass | 08′ |

- Koppeln: I/P